# Sonetto
Il sonetto è un componimento poetico, tipico soprattutto della letteratura italiana. È formato tradizionalmente da 14 versi endecasillabi, divisi in 4 strofe distribuiti in 2 quartine e 2 terzine, con rime disposte secondo precisi schemi.

## Le origini
Il sonetto è stato inventato probabilmente da Jacopo da Lentini verso la prima metà del Duecento, nell'ambito della scuola poetica siciliana, sulla base di una stanza isolata di canzone, in modo che la struttura metrica formata da quattordici versi endecasillabi suddivisi in due quartine e due terzine sia identica a quella di una stanza con fronte di due piedi e sirma di due volte senza concatenazione.
Se sull'origine del sonetto i pareri sono discordi, consenso totale vi è - come rileva Giovanni Getto - per quanto riguarda il nome.
Respinta l'ipotesi ingenua affacciata nelle antiche pagine De rhitmis vulgaribus di Antonio da Tempo, che riteneva che il sonetto fosse così chiamato "quia bene sonat auribus audientium" ["perché suona bene alle orecchie degli ascoltatori"] e soprattutto "quod haec nomina ad libitum antiquorum inventa fuerunt" ["perché questi nomi furono inventati per il capriccio degli antichi"], è ben certo che tale nome (nel provenzale sonet) fosse impiegato nel designare in genere un componimento poetico musicato, e in particolare, come par probabile, un componimento di una certa brevità, quasi a dire "piccolo suono", breve melodia, secondo già Gian Giorgio Trissino e altri ritenevano: "Il sonetto, il cui nome non vuol dire altro che canto picciolo, perciò che gli antiqui dicevano suono a quello che oggidì chiamano canto".

## La struttura metrica italiana
Lo schema rimico del sonetto è molto vario. Quello originario era composto da due rime alternate ABAB - ABAB sia nelle quartine sia nelle terzine CDC - DCD, oppure con tre rime ripetute CDE - CDE (preferito da Francesco Petrarca); meno diffuse erano le strutture con rime ripetute a inversione in testa CDE - DCE (le prime due sono invertite), o ancora con rime retrogradate o speculari CDE - EDC. Un esempio di struttura possibile è: ABAB - ABAB | CDE - EDC.
È essenziale che siano collegate per rima sia le due quartine sia le due terzine; non sono pertanto riconosciuti dal canone italiano schemi scollegati come: ABAB | CDCD | EFG - EFG.
Quello in vigore nel Dolce stil novo introduceva nelle quartine la rima incrociata: ABBA - ABBA, forma che in seguito ebbe la prevalenza.
Verso la fine del 13º secolo, sia le terzine sia le quartine (benché più limitatamente delle prime) conobbero ulteriori varianti. Nelle quartine si trovano gli schemi ABAB - BABA (serie alternata speculare) o ABAB - BAAB (mistione di rime alternate e incrociate), usati ad esempio da Petrarca; o lo la disposizione asimmetrica ABBB - BAAA, come in un sonetto di Guido Cavalcanti. Nelle terzine si affiancarono presto gli ordini con due rime ripetute e sbilanciate CDC - CDC, CDD - CDD, e asimmetriche CDD - DCC; o gli ordini con tre rime misti, come il simmetrico a inversione ai margini CDE - ECD (le due verso i margini si invertono), il simmetrico a inversione al centro CDE - DEC (le due verso il centro si invertono; talvolta presente in Torquato Tasso), o un altro ripetuto a inversione in coda CDE - CED (le ultime due sono invertite, talvolta presente in Ugo Foscolo).
Il sonetto è pertanto un genere poetico che ha capacità poliedriche e risponde a funzioni diverse.
Esempio di sonetto con schema: ABBA - ABBA | CDE - EDC.
Ella si va, sentendosi laudare,

benignamente d'umiltà vestuta;

e par che sia una cosa venuta

da cielo in terra a miracol mostrare.
Mostrasi sì piacente a chi la mira,

che dà per li occhi una dolcezza al core,

che 'ntender no la può chi non la prova:
e par che de la sua labbia si mova
         un spirito soave pien d'amore,
che va dicendo a l'anima: Sospira.»
(Dante Alighieri)

### Schemi rimici possibili
Al di là dell'ordine cronologico con cui sono nati e si sono diffusi gli schemi delle quartine e delle terzine, in seguito è proposto un compendio per una maggiore chiarezza su tutti gli schemi possibili:

#### Per le quartine (AB)
- ABAB - ABAB — rime alternate;
- ABBA - ABBA — rime incrociate;
- ABAB - BABA — rime alternate speculari;
- ABBA - BAAB — rime incrociate invertite;
- ABAB - ABBA — rime miste, alternata e incrociata;
- ABBA - ABAB — rime miste, incrociata e alternata;
- ABAB - BAAB — rime miste, alternata e incrociata invertita;
- ABBA - BABA — rime miste, incrociata e alternata invertita;
- ABBB - BAAA — rime asimmetriche crescenti;
- AAAB - BBBA — rime asimmetriche decrescenti;
- ABBB - AAAB — rime asimmetriche concentrate;
- AAAB - ABBB — rime asimmetriche deconcentrate.

#### Per le terzine a due rime (CD)
- CDC - DCD — rime alternate[7];
- CDC - CDC — rime ripetute simmetriche o incastrate;
- CDD - CDD — rime ripetute crescenti;
- CCD - CCD — rime ripetute decrescenti;
- CDD - DDC — rime simmetriche concentrate;
- CCD - DCC — rime simmetriche deconcentrate;
- CDD - DCC — rime asimmetriche crescenti;
- CCD - DDC — rime asimmetriche decrescenti.

#### Per le terzine a tre rime (CDE)
- CDE - CDE — rime ripetute;
- CDE - DCE — rime ripetute a inversione in testa[8];
- CDE - CED — rime ripetute a inversione in coda[9];
- CDE - EDC — rime simmetriche[10];
- CDE - ECD — rime simmetriche a inversione ai margini[11];
- CDE - DEC — rime simmetriche a inversione al centro[12];
- CDD - CEE — rime ripetute scomposte crescenti;
- CCD - EED — rime ripetute scomposte decrescenti;
- CCD - DEE — rime baciate;
- CDD - EEC — rime simmetriche scomposte.

## La struttura narrativa
Il modello narrativo di un sonetto classico comune prevede una prima parte, una seconda parte e un volta, ossia un passaggio tra le due parti, che avviene solitamente dopo la seconda o la terza strofa. La prima parte può avere come tema, ad esempio, un problema da risolvere, mentre la seconda risolve il problema o lo lascia in bilico. Oppure la prima parte può avere un tormento personale, dell'io lirico, mentre la seconda universalizza la tematica. Oppure la prima parte può avere un mistero da risolvere, mentre la seconda chiarisce il mistero.
La prima parte a volte è divisa ulteriormente tra presentazione del problema e spiegazione del problema, sviluppate entrambe nelle due quartine. Il primo tema spesso può continuare lungo la prima e la seconda terzina, prima di passare al secondo. La seconda parte, con la soluzione, inizia entro le due terzine: comunemente può iniziare nella prima terzina al primo verso; o nella seconda al primo verso, o al secondo, o entro il secondo, o al terzo. Il passaggio tra la prima e la seconda parte può essere più netto o più sfumato. La conclusione può avvenire anche attraverso il meccanismo dell'aprosdoketon (inaspettato).
I modelli usati per suddividere le strofe che compongono un sonetto sono:
- 2 + 2, con la volta che divide le quartine e le terzine;
- 3 + 1, con la volta all'inizio o entro la seconda terzina;
- 1 + 3, più raro, con la volta tra la prima e la seconda quartina.

## Varianti comuni
Le varianti metriche e strutturali del sonetto italiano sono molte:

### Varianti espansive

#### Corona di sonetti
Si indica così quel componimento formato dall'unione di più sonetti su uno stesso argomento; nelle corone più ampie e complesse il sonetto è utilizzato come se fosse la semplice stanza di un poema.
Ci sono poi alcuni tipi particolari di "corona": quella formata da 14 o 15 sonetti dove togliendo il primo verso di ognuno si ottiene un altro sonetto ulteriore; e quella dove l'ultimo verso di ogni sonetto costituisce il primo verso del sonetto successivo. (Questo tipo di concatenazione richiama molto da vicino il rondò, componimento in cui l'ultimo verso della prima stanza è ripreso quale primo della seconda.)

#### Sonetto caudato
Questa variante si sviluppò nel sec. XIV, si tratta di un sonetto a cui viene aggiunta una "coda", solitamente costituita da un settenario in rima con l'ultimo verso del sonetto, e un distico di endecasillabi a rima baciata. Per ogni coda successiva alla prima il settenario rima con l'ultimo verso della coda precedente. La "coda" non ha una lunghezza definita, si va da tre versi a molte decine; quando la lunghezza si faceva esorbitante il "sonetto" era detto "sonettessa". Il sonetto caudato ha avuto successo specialmente nello stile comico-realistico, e la sua fortuna dura fin quasi ai giorni nostri.

Schema d'esempio: ABBA ABBA CDC DCD dEE eFF fGG (ecc.)
Un esempio di sonetto caudato

non perché questo don sia bono o bello,

ma perché un po' del pover Machiavello

Vostra Magnificenzia si ricordi.

E se d'intorno avete alcun che mordi,

li possiate nei denti dar con ello,

acciò che, mentre mangia questo uccello,

di laniare altrui ei si discordi.

Ma voi direte: - Forse ei non faranno -

l'effetto che tu di', ch'ei non son buoni

e non son grassi: ei non ne mangeranno.

io vi risponderei a tai sermoni,

ch'io son maghero anch'io, come lor sanno,

e spiccon pur di me di buon bocconi.

Lasci l'opinïoni

Vostra Magnificenzia, e palpi e tocchi,

e giudichi a le mani e non agli occhi.»
(N. Machiavelli)
Un esempio celebre di sonetto caudato di grandi dimensioni è il Sonettin col covon ("sonettino col codone") di Carlo Porta con cui questo autore esplicitò la sua adesione al romanticismo, che conta ben 177 versi di "coda" oltre ai 14 del sonetto regolare.

#### Sonetto ritornellato
In auge praticamente solo nel XIII secolo; è un sonetto alla cui fine si aggiunge o un endecasillabo in rima con l'ultimo verso (detto ritornello) o una coppia di versi endecasillabi a rima baciata che non riprendono le rime del sonetto (ritornello doppio).
Esempio di uno schema: ABBA ABBA CDE DCE FF.
Un esempio con schema ABBA ABBA CDC DCD EE:
e fermi e fiacchi altrui com’a te piace,

come consenti tu che questa pace

si faccia, ond’io non sappia ove m’annidi?

Or qual sarà di noi che in te si fidi,

s’ogni speranza n’hai fatto fallace?

I’ veggio ben che ’n tutto ti dispiace

il nostro stato, e dell’altrui ti ridi.

Tu hai fermato fede al Maremmano

di farlo star di sopra su la rota,

e cerchi alzarlo a stato più sovrano;

E noi là giù con la mano alla gota

tapini andar ci fai per monte e piano,

mal in arnese, calpestando mota.

Grazia addomando al mio signor divino

ch’io veggia star com’io messer Luchino.»
(Cino da Pistoia)

### Varianti con l'aggiunta di settenari

#### Sonetto rinterzato
Ideato probabilmente da Guittone d'Arezzo è un sonetto in cui vengono inseriti settenari dopo i versi dispari delle quartine e il primo e il secondo verso delle terzine

Secondo lo schema: AaBAaB, AaBAaB, CcDdC, DdCcD.
Un esempio:
o del tutt'amorosa

madre del mio signore e donna mia,

ove fugge, o' chiama, o' sperar osa

l'alma mia bisognosa,

se tu, mia miglior madre, haila 'n obbria?

Chi, se non tu, misericordiosa,

chi saggia u poderosa,

u degna 'n farmi amore u cortesia?

Mercé, donque: non più mercé nascosa,

né paia 'n parva cosa,

ché grave 'n abondanza è carestia.

Né sanaria la mia gran piaga fera

medicina leggera.

Ma, si tutta sì fera e brutta pare,

sdegneraila sanare?

Chi gran mastro, che non gran piaga chera?

Se non miseria fusse, ove mostrare

se porea, né laudare

la pietà tua tanta e sì vera?

Conven dunque misera,

a te, Madonna, miserando orrare.»
(Guittone d'Arezzo)

#### Sonetto misto
Sonetto di endecasillabi e settenari disposti simmetricamente, 
secondo lo schema aBbA, aBbA, CdC, DcD.

#### Sonetto doppio
Ha un settenario dopo ogni verso dispari delle quartine e dopo il secondo delle terzine: "Signor senza pietansa udit ho dire" del pisano Pucciandone Martelli.

con schema AaBAaB AaBAaB CDdC CDdC ) molto simile al sonetto rinterzato.
Un esempio: Dante Alighieri, Vita Nova
attendete e guardate

s'elli è dolore alcun, quanto 'l mio, grave;

e prego sol ch'audir mi sofferiate,

e poi imaginate

s'io son d'ogni tormento ostale e chiave.

Amor, non già per mia poca bontate,

ma per sua nobiltate,

mi pose in vita sì dolce e soave,

ch'io mi sentia dir dietro spesse fiate:

«Deo, per qual dignitate

così leggiadro questi lo core have?»

Or ho perduta tutta mia baldanza,

che si movea d'amoroso tesoro;

ond'io pover dimoro,

in guisa che di dir mi ven dottanza.

Sì che volendo far come coloro

che per vergogna celan lor mancanza,

di fuor mostro allegranza,

e dentro dallo core struggo e ploro.»
(Dante, Vita nova)

### Varianti metriche

#### Sonetto minore e sonetto minimo
Questo sonetto utilizza versi più brevi dell'Endecasillabo: generalmente settenari. Se il sonetto prevede versi ancora più brevi come quinari, si chiama sonetto "minimo". Benché all'epoca della loro introduzione queste varianti avessero avuto scarso successo goderono di buona fama tra i poeti del Novecento.
Un esempio di sonetto minore:
macchia di sangue dove

io bagno senza posa

la penna, a dolci prove

eternamente mossa.

E la penna si muove

e la carta s'arrossa

sempre a passioni nuove.

Giorno verrà: lo so

che questo sangue ardente

a un tratto mancherà,

che la mia penna avrà

uno schianto stridente...

... e allora morirò.»
(S. Corazzini, "Il mio cuore")
Il sonetto minore in questione ha schema abab abab cde edc. I versi sono tutti settenari il 9º, l'11º, il 12º e il 14º sono tronchi.

### Varianti sullo schema rimico

#### Sonetto continuo
In questo caso le rime delle quartine sono riprese anche dalle due terzine.

Schema d'esempio: ABBA ABBA BAB ABA
volesse Dio che monte ricco avesse,

che di gente nemica non temesse,

avendo un'alta torre ad ogni canto;
e fosse d'ogni ben compita quanto

core pensare e lingua dir potesse,

e quine poi lo dio d'amore stesse

con li amorosi cori in gioia e canto.
E poi vorrei che nel mezzo surgesse

un'acqua vertudiosa d'amor tanto

che lor bagnando dolce vita desse;
e perché più fedele il meo cor vanto,

vorrei che 'l gonfalon fra quei tenesse

che portan di soffrir pietoso manto.»
(Cino da Pistoia)
Una particolare specie di sonetto continuo è quello a rime identiche, tutto costruito su due sole parole-rima.
suonò diverso a quello di "Granduca",

e un buon Toscano che dicea "Granduca"

Non si credette mai di dir "Tedeschi".
Ma l'uso in oggi alla voce "Tedeschi"

sposò talmente la voce "Granduca",

che "Tedeschi" significa "Granduca",

e "Granduca" significa "Tedeschi".
E difatto la gente del Granduca

vedo che tien di conto dei Tedeschi

come se proprio fossero il Granduca.
Il Granduca sta su per i Tedeschi,

i Tedeschi son qui per il Granduca,

e noi paghiamo Granduca e Tedeschi.»
(Giuseppe Giusti)

## Altre varianti minori

### Varianti con più di quattordici versi

#### Variante guittoniana
Guittone e Montandrea aggiungono al sonetto due endecasillabi AB alla fine delle due quartine a rima alternata, e due endecasillabi CD al termine delle due terzine CDC DCD.
''Schema finale: ABABABABAB CDC DCDCD. 

#### La variazione di Montandrea
(ma pare essere anche questa opera di Guittone) si limita all'aggiunta del distico AB a fine ottava.
Schema finale:ABABABABAB CDC DCD.

#### Sonetto raddoppiato
Costituito da quattro quartine e quattro terzine con il conseguente raddoppiamento delle disposizioni di rime. Spesso utilizzato in forma dialogica, attribuendo via via ad ogni personaggio un distico (nelle quartine), mentre le terzine non vengono spezzate. Un sonetto raddoppiato è la tenzone di Monte Andrea " Meo sir, cangiato veggioti il talento".
Uno schema possibile: AABB AABB AABB AABB CDC CDC DCD DCD.

### Varianti con rime interne

#### Sonetto incatenato
Ogni verso è legato da rima interna.

### Varianti schematiche

#### Sonetto retrogrado
Scritto in modo da poter esser letto iniziando dall'ultimo verso per finire col primo.
O più semplicemente un sonetto con schema metrico invertito in cui vengano prima le terzine e poi le quartine.
Uno schema possibile: ACA CAC DEED DEED.

### Varianti linguistiche

#### Sonetto semiletterato o sonetto metrico
Quando è composto da un verso in italiano seguito da un verso in latino (dove il verso latino è spesso tratto dai poeti antichi).

#### Sonetto bilingue
Simile al sonetto metrico, quando si alterna tra l'italiano e un'altra lingua romanza.

### Varianti col limitazioni sillabiche

#### Sonetto sdrucciolo
Formato da tutti versi sdruccioli.

#### Sonetto tronco
Formato solamente da versi tronchi.

### Varianti enigmistiche

#### Sonetto acrostico
Si tratta di un sonetto in cui le iniziali di ciascun verso formano una parola o una frase. Celebri sono quelli di Boiardo negli Amores, il cui esito è spesso Antonia Caprara, nome della donna amata dal poeta. Di seguito il sonetto n. 14 degli Amores:
Non fur comprese e viste in mortal velo

Tutte giamai, dapoi che terra e cielo

Ornati fòr di luce e di verdura:

Non da la prima età simplice e pura,

In cui non se sentio caldo né gielo,

A questa nostra, che dell'altrui pelo

Coperto ha il dosso e fatta è iniqua e dura,

Accolte non fòr mai più tutte quante

Prima né poi, se non in questa mia

Rara nel mondo, anci unica fenice.

Ampla beltade e summa ligiadria,

Regal aspetto e piacevol sembiante

Agiunti ha insieme questa alma felice.»
(Matteo Maria Boiardo)

## La fortuna al di fuori dell'Italia
Il sonetto godrà di una grande fortuna anche al di fuori dell'Italia: nella letteratura portoghese, spagnola, francese, tedesca e anche inglese, dove troverà tra i suoi estimatori anche Shakespeare, Milton e Neruda. Spesso il sonetto mantiene la propria struttura metrica anche nelle altre lingue, altre volte viene cambiata: ad esempio, la forma classica del sonetto inglese, introdotta da Shakespeare, consta di tre quartine e un distico finale (sonetto elisabettiano).

### Nella letteratura inglese
Si deve a Thomas Wyatt e Henry Howard l'introduzione del sonetto nella letteratura inglese, i quali hanno tradotto e adattato i componimenti di Francesco Petrarca. Sebbene il senso complessivo dei sonetti di Petrarca venga preservato nella traduzione, Wyatt compie delle modifiche a livello metrico e formale e anche lessicale.
Metricamente, Wyatt trasporta l’endecasillabo italiano nel pentametro giambico inglese, che è il metro più famoso e più diffuso nella poesia inglese, costituito canonicamente da cinque giambi (∪ —), quindi da dieci sillabe che alternano una sillaba atona a una sillaba tonica, ossia: ∪ — ∪ — ∪ — ∪ — ∪ —; spesso presentato con l'esempio neutrale: da DUM da DUM da DUM da DUM da DUM.
A differenza dell'endecasillabo italiano, che ha come accento obbligatorio solo quello sulla decima sillaba, con libertà per gli accenti secondari, il pentametro giambico inglese dovrebbe avere cinque accenti costrittivi sulle sillabe pari.
In seguito, un confronto tra una strofa di Pace non trovo di Petrarca e la sua traduzione in inglese di Wyatt:
e temo, et spero; et ardo, et son un ghiaccio;

et volo sopra ’l cielo, et giaccio in terra;

I fear and hope. I burn and freeze like ice.

I fly above the wind, yet can I not arise;

(Francesco Petrarca, Pace non trovo, et non ò da far guerra)
| Sill 1 | Sill 2 | Sill 3 | Sill 4 | Sill 5 | Sill 6 | Sill 7 | Sill 8 | Sill 9 | Sill 10 | Sill 11 | (Sill 12) |
| Pa     | ce     | non    | tro    | vo‿et  | non    | ò      | da     | far    | guer    | ra      |           |
| e      | te     | mo‿et  | spe    | ro‿et  | ar     | do‿et  | son    | un     | ghiac   | cio     |           |
| et     | vo     | lo     | sop    | ra 'l  | cie    | lo‿et  | giac   | cio‿in | ter     | ra      |           |
| et     | nul    | la     | strin  | go‿et  | tu     | to 'l  | mon    | do‿ab  | brac    | cio     |           |

| Sill 1 | Sill 2 | Sill 3  | Sill 4 | Sill 5 | Sill 6 | Sill 7      | Sill 8 | Sill 9 | Sill 10 | Sill 11 | (Sill 12) |
| I      | find   | no      | peace  | and    | all    | my          | war    | is     | done    |         |           |
| I      | fear   | and     | hope   | I      | burn   | and         | freeze | like   | ice     |         |           |
| I      | fly    | (a)bove | the    | wind   | yet    | can         | I      | not    | (a)rise |         |           |
| And    | nought | I       | have   | and    | all    | th(e) world | I      | seize  | on      |         |           |

Strutturalmente, fin dall'inizio, la struttura del sonetto inglese presenta una trasformazione rispetto alla tradizione italiana: anziché presentare due quartine e due terzine, presenta tre quartine e un distico di chiusura. Tuttavia, almeno inizialmente, il ritmo rimane simile: le prime due strofe enunciano un tema da risolvere, mentre le ultime due tentano di proporre una risoluzione; e il passaggio da una coppia di strofe all'altra è comunemente detto "volta".
In seguito, un confronto integrale tra Pace non trovo di Petrarca e la sua traduzione in inglese di Wyatt:
e temo, et spero; et ardo, et son un ghiaccio;

et volo sopra ’l cielo, et giaccio in terra;

et nulla stringo, et tutto ’l mondo abbraccio.
Tal m’à in pregion, che non m’apre né serra,

né per suo mi riten né scioglie il laccio;

et non m’ancide Amore, et non mi sferra;

né mi vuol vivo, né mi trae d’impaccio.
Veggio senza occhi, et non ò lingua et grido;

et bramo di perir, et cheggio aita;

et ò in odio me stesso, et amo altrui.
Pascomi di dolor, piangendo rido;

egualmente mi spiace morte et vita:

I fear and hope. I burn and freeze like ice.

I fly above the wind, yet can I not arise;

And nought I have, and all the world I seize on.
That loseth nor locketh holdeth me in prison

And holdeth me not—yet can I scape no wise—

Nor letteth me live nor die at my device,

And yet of death it giveth me occasion.
Without eyen I see, and without tongue I plain.

I desire to perish, and yet I ask health.

I love another, and thus I hate myself.

I feed me in sorrow and laugh in all my pain;
Likewise displeaseth me both life and death,

(Francesco Petrarca, Pace non trovo, et non ò da far guerra)
La struttura rimica, inizialmente, non si discosta molto dal modello di partenza: la struttura ABAB - ABAB | CDE - CDE2 diventa ABBA - ABBA | CDEC - DE2. Le prime due strofe rimangono collegate per rima, come anche le seconde.
È successivamente, grazie a Shakespeare, che si canonizza la struttura del cosiddetto sonetto elisabettiano, con la struttura: ABAB | CDCD | EFEF | GG. Qui tutte e quattro le strofe sono scollegate per rima.
Il ritmo del sonetto elisabettiano prevede, solitamente, l'introduzione dell'idea nella prima quartina, una complicazione nella seconda, una complicazione ulteriore nella terza, e una conclusione, spesso inaspettata, nel distico finale, che diventa universale e guarda oltre la situazione specifica della poesia.
Un esempio di sonetto elisabettiano è il Sonetto 138 di Shakespeare:
I do believe her, though I know she lies,

That she might think me some untutored youth,

Unlearnèd in the world’s false subtleties.
Thus vainly thinking that she thinks me young,

Although she knows my days are past the best,

Simply I credit her false-speaking tongue:

On both sides thus is simple truth suppressed.
But wherefore says she not she is unjust?

And wherefore say not I that I am old?

Oh, love’s best habit is in seeming trust,

And age in love loves not to have years told.
Therefore I lie with her and she with me,

io voglio crederle, anche se so che mente,

perché possa pensarmi un giovane immaturo

che del mondo ignora l’arte sottil del fingere.
Così con vanità pensando che mi creda giovane,

anche se sa che in me il meglio è tramontato,

candidamente accetto la sua lingua menzognera –

e così da entrambi la pura verità è taciuta.
Ma perché ella non dice di essermi infedele?

E perché anch’io non le dico d’esser vecchio?

No, l’amor si veste meglio se simula fiducia

e l’età in amore non vuol conoscer anni.
Per questo con lei mento e lei mente con me,

(William Shakespeare, Sonnet 138)
Altri poeti utilizzarono il sonetto nella versione elisabettiana di Shakespeare, mentre altri preferirono la forma italiana, come John Milton che per la sua alta conoscenza dell'italiano arrivò a scriverli addirittura in italiano. Mentre Thomas Watson preferì utilizzare il sonet marotique, la variante francese ideata da Clemént Marot.

### Nella letteratura francese
In Francia il sonetto giunse ad opera di Clément Marot il quale, divenuto abilissimo nella tecnica della versificazione sotto la guida del padre, durante l'esilio a Ferrara apprese il sonetto dai petrarchisti italiani, traducendo poi i sonetti di Petrarca in francese.
In seguito un confronto tra Voi ch’ascoltate in rime sparse il suono di Petrarca e la sua traduzione in francese di Marot:
di quei sospiri ond’io nudriva ’l core

in sul mio primo giovenile errore

quand’era in parte altr’uom da quel ch’i’ sono,
del vario stile in ch’io piango et ragiono

fra le vane speranze e ’l van dolore,

ove sia chi per prova intenda amore,

spero trovar pietà, nonché perdono.
Ma ben veggio or sì come al popol tutto

favola fui gran tempo, onde sovente

di me medesmo meco mi vergogno;
et del mio vaneggiar vergogna è ’l frutto,

e ’l pentersi, e ’l conoscer chiaramente

D’iceux soupirs, dont mon cœur nourrissoie,

Lorsqu’en erreur ma jeunesse passoie,

N’étant pas moi, mais bien d’autre façon :
De vains travaux dont fis rime et chanson,

Trouver m’attends, (mais qu’on les lise et voie)

Non pitié seule, ains excuse en la voie,

Où l’on connaît amour ce faux garçon.
Si vois-je bien maintenant et entends

Que longtemps fus au peuple passetemps,

Dont à part moi honte le cœur me ronge :
Ainsi le fruit de mon vain exercice

C’est repentance, avec honte et notice

(Francesco Petrarca, Voi ch’ascoltate in rime sparse il suono)
La struttura ABBA - ABBA | CDE - CDE qui cambia nelle terzine, diventando ABBA - ABBA | CCD - EED.
Marot fu anche inventore di una variante che da lui prende il nome di sonet marotique, che presenta una struttura diversa rispetto alla tradizione italiana: anziché presentare due quartine e due terzine, presenta tre quartine e un distico mobile, di solito tra la seconda e la terza quartina. Questa struttura ebbe molto successo, pur se la maggior parte dei poeti della Scuola Lionese e della Pléiade ricalcarono il modello italiano.
Pierre de Ronsard, caposcuola della Pléiade, usa soprattutto il modello petrarchesco per comporre i suoi sonetti, partendo da una tradizione per poi personalizzare lo stile. Tuttavia, fa uso anche della struttura di Marot. Predilige il verso alessandrino, che in francese consta di 12 sillabe e in italiano di 14 (doppio settenario).
Un esempio di sonet marotique è il IV sonetto in morte di Marie Dupin da Le second livre des amour di Pierre de Ronsard, riportato insieme all'adattamento di Mario Luzi:
en sa belle jeunesse, en sa premiere fleur,

rendre le ciel jaloux de sa vive couleur,

quand l'Aube de ses pleurs au poinct du jour l'arrose;
la grace dans sa feuille, et l'amour se repose,

embasmant les jardins et les arbres d'odeurs;

mais batue ou de pluye, ou d'excessive ardeur,

languissante elle meurt, feuille à feuille déclose.
Ainsi en ta premiere et jeune nouveauté,

quand la Terre et le Ciel honoroient ta beauté,
la Parque t'a tuee, et cendre tu reposes.

Pour obseques reçoy mes larmes et mes pleurs,

ce vase plein del laict, ce panier plein de fleurs,

nella sua bella età, nel suo primo splendore

ingelosisce i cieli del suo vivo colore

se l'alba dei suoi pianti con l'oriente la sposa,
nei suoi petali grazia ed amor si riposa

cospargendo i giardini e gli alberi d'odore;

ma affranta dalla pioggia o da eccessivo ardore

languendo si ripiega, foglia a foglia corrosa.
Così nella tua prima giovanile freschezza,

terra e cielo esultando di quella tua bellezza,

la Parca ti recise, cenere ti depose.
Fa' che queste mie lacrime, questo pianto ti onori,

questo vaso di latte, questa cesta di fiori;

(Pierre de Ronsard, Sonet IV)
La struttura rimica spagnola ABBA - ABBA | CC | ABBA è qui adattata in ABBA - ABBA | CCD - EED.

### Nella letteratura spagnola
Il sonetto viene introdotto in Spagna tramite Garcilaso de la Vega che aveva familiarità con la letteratura italiana, tanto della classica quanto della rinascimentale, grazie al soggiorno a Napoli. Con lui la poesia spagnola si apre all'influsso del petrarchismo e assimila la metrica italiana, diffondendo l'endecasillabo e la struttura a due quartine e due terzine. Tuttavia, de la Vega altera il canone rimico delle quartine, usando la struttura a rima mono-baciata AAAA - AAAA, ma mantenendo le terzine di tradizione CDC - DCD o CDE - CDE, o meglio BCB - CBC e BCD - BCD. Quanto alle tematiche, preferisce i temi a carattere laico, evita le tematiche militari, e omaggia due donne in particolare.
Nelle sue “Obras” de la Vega scrive 38 sonetti dove l'espressione del sentimento amoroso si allontana dagli epigoni petrarchisti.
Un esempio di sonetto spagnolo è Hermosas ninfas di Garcilaso de la Vega, riportato insieme all'adattamento di Carlo Cantagalli:
contentas habitáis en las moradas

de relucientes piedras fabricadas

y en columnas de vidrio sostenidas,
agora ésteis labrando embebecidas

o tejiendo las telas delicadas,

agora unas con otras apartadas

contándoos los amores y las vidas:
dejad un rato la labor, alzando

vuestras rubias cabezas a mirarme,

y no os detendréis mucho según ando,
que o no podréis de lástima escucharme,

o convertido en agua aquí llorando,

fatto dimora per i vostri incanti

e adornato con pietre luccicanti

e colonne di vetro trasparente,
adesso ricamate febbrilmente

o tessete le tele sfavillanti,

poi, appartate, lungi dagli astanti,

vi narrate gli amori della gente:
se poteste lasciare i vostri ardori

mirandomi tra i riccioli dorati,

io non vi tratterrò coi miei dolori,
ma non potendo averli a voi narrati

trasformerò in acqua i miei languori

(Garcilaso de la Vega, Hermosas ninfas)
La struttura rimica spagnola AAAA - AAAA | BCB - CBC è qui adattata nella classica ABBA - ABBA | CDC - DCD.

## Gli utilizzi nel tempo

### Nella letteratura italiana
Esso è legato soprattutto al genere lirico ma anche ad altri generi, come quelli giocosi o comici di Cecco Angiolieri o satirici di Carlo Porta, di Giuseppe Gioachino Belli, di Trilussa, nei quali si ritrovano non solo la critica della società e dei costumi, ma anche i temi a carattere filosofico e politico, come nei sonetti di Giordano Bruno e di Tommaso Campanella. Il sonetto persiste tuttora, spesso se ne fa un uso manierato, tuttavia non mancano esempi di autori che abbiano saputo utilizzarlo in maniera originale: Sanguineti, Zanzotto, Fortini, Pasolini e altri.
Si può cogliere nella storia del sonetto l'impiego del suo particolare genere metrico anche in alcuni componimenti più vasti e incentrati su di un unico argomento, nei quali ogni sonetto ha la funzione di capitolo. Si tratta, in questo caso, della "corona" o "collana" di sonetti come può essere ad esempio il Fiore del Duecento, e il Ça ira di Giosuè Carducci.
Il sonetto può anche apparire nel genere del prosimetro, insieme di testi in prosa o in versi, come nella Vita Nova di Dante Alighieri, o può apparire con una precisa funzione comunicativa.
Si può così avere il sonetto monovalente che si basa su un rapporto di proposta-risposta tra due autori oppure il sonetto a valenze plurime che si rivolge a una categoria di persone che hanno una qualifica ma non evocati singolarmente, come nella Vita Nova di Dante quando il poeta si rivolge a "tutti li fedeli d'Amore".